# ماركوس إي. جونسون
ماركوس إي. جونسون (بالإنجليزية: Marcus E. Johnson)‏ هو سياسي أمريكي، ولد في 1887. حزبياً، نشط في الحزب الجمهوري. وقد انتخب عضو جمعية ولاية ويسكونسن.